# Jovan Rajić
Compléments
- Académie serbe des sciences et des arts

Jovan Rajić (en serbe cyrillique : Јован Рајић ; née le 21 septembre 1726 à Sremski Karlovci et mort le 22 décembre 1801 à Kovilj) est un écrivain, un historien et un pédagogue serbe. Pour son Histoire des divers peuples slaves, notamment les Bulgares, les Croates et les Serbes, il est considéré comme le père de l'historiographie serbe.

## Notes

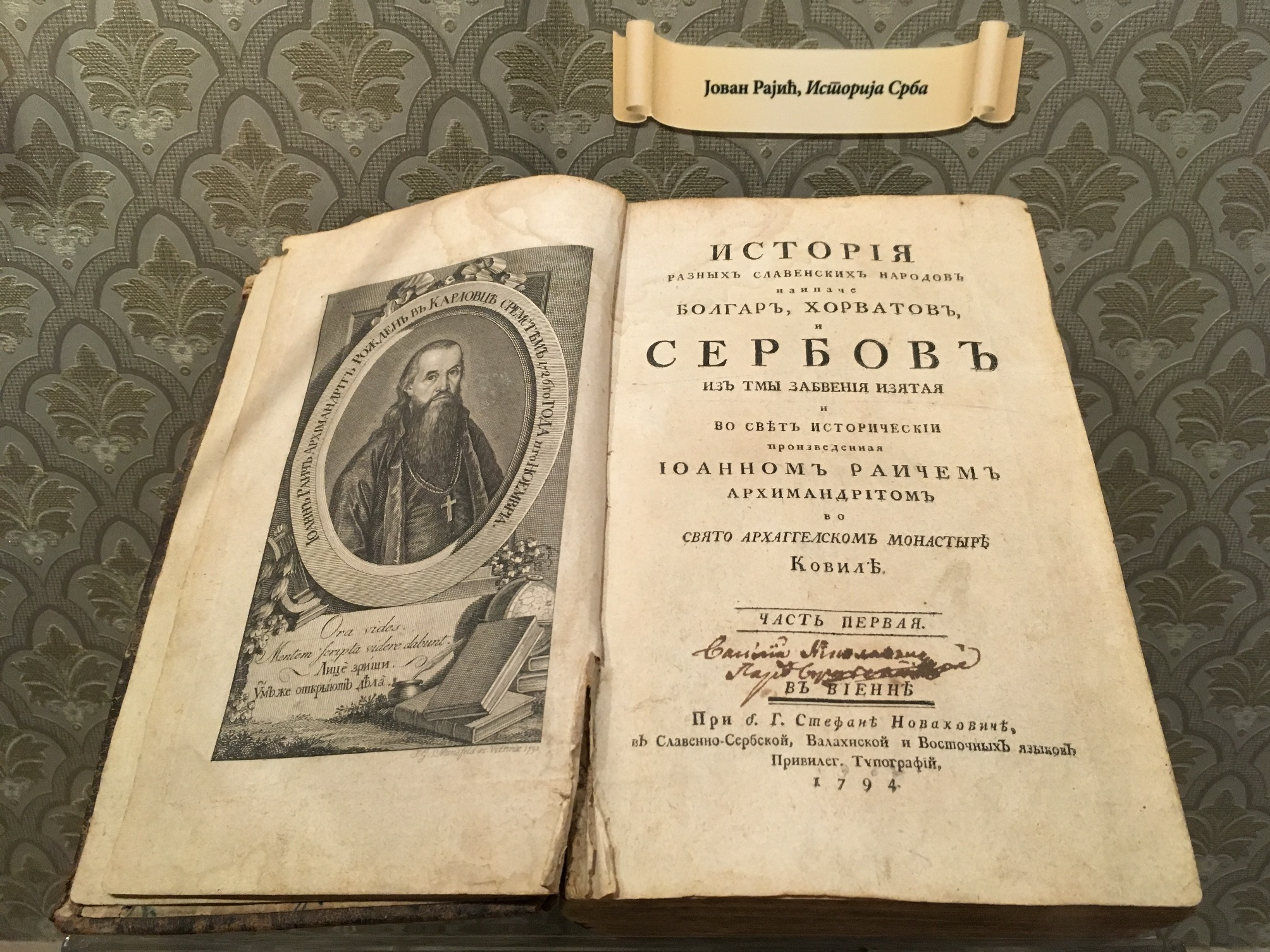
Jovan Rajic, Histoire des Serbes

## Biographie
Descendant d'une famille bulgare originaire de Vidin, Jovan Rajić est né dans un bourg, sur le fleuve Danube, qui faisait alors partie de l'empire d'Autriche.
Il étudia à Sremski Karlovci, puis à Sopron (en Hongrie du nord-ouest), puis à Kiev, à l'Académie serbe des sciences et des arts, où il fut élève de 1753 à 1756. Il a entrepris un long voyage d'étude qui l'a amené en Pologne, en Valachie, en Moldavie. Il arriva jusqu'à Constantinople. Pendant un séjour au monastère du mont Athos - malgré la méfiance des moines à son égard - il put consulter des documents précieux et inédits qui lui furent utiles pour la rédaction de son œuvre historique, qui fut imprimée grâce à la contribution d'un mécène. Il vécut pendant une longue période à Moscou.
De retour dans sa patrie, il se consacra à l'enseignement de la géographie et de la rhétorique. Ayant pris l'habit de moine, il vécut pour le reste de sa vie dans le monastère de Kovilj et fut élu métropolite, titre de haut rang pour l'Église orthodoxe.
Il écrivit aussi un Catéchisme et un recueil de règles utiles pour la vie au monastère. Il fut accueilli comme membre de l'Académie serbe des sciences et des arts.